# S 11 (väg)
| ს 11 |

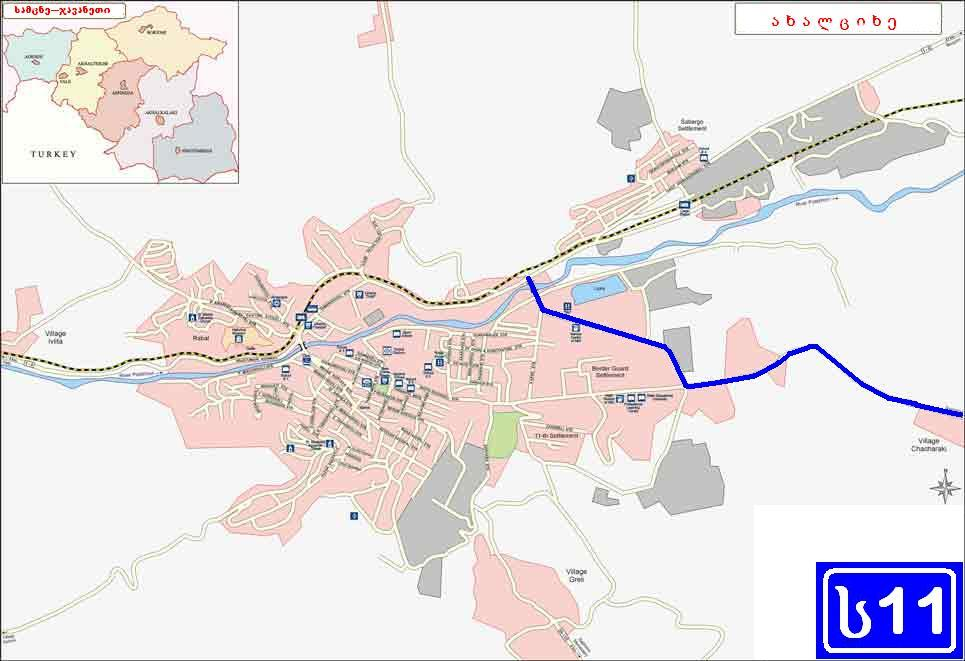
ს 11 i Achaltsiche.

S 11 egentligen ს 11 (georgiska: საქართველოს საავტომობილო მაგისტრალი, Sakartvelos saaktomobilo magistrali) är en av de största vägarna i Georgien inom ს-vägsystemet. Vägen går i östlig riktning och passerar bland annat Achalkalaki och Ninotsminda på sin väg till gränsen mot Armenien.